# Breaking Surface – Tödliche Tiefe
Breaking Surface – Tödliche Tiefe ist ein schwedisch-norwegisch-belgischer Thriller aus dem Jahr 2020.

## Handlung
Ida besucht in der Weihnachtszeit ihre Halbschwester Tuva und die Mutter Anne. Die drei Frauen wollen am nächsten Tag gemeinsam tauchen gehen, aber die Mutter ist erkältet und kann nicht mitkommen. Als Ida und Tuva an der felsigen Bucht ankommen, rollt ein Stein hinab. Daher verstecken sie ihre Ausrüstung unter einem Felsen. Sie lassen sich aber nicht vom Tauchgang abhalten. Zunächst zeigt Tuva Ida eine kleine Höhle, in der sie schon mal mit der Mutter war. Dort kommt es zum Streit, weil Ida meint, Tuva habe mit der Mutter mehr erlebt als sie. Während die Halbschwestern abtauchen, kommt es zu einem größeren Steinschlag. Ein großer Felsen drückt Tuva auf den Grund und klemmt sie ein.
Ida taucht auf und sieht, dass durch den Steinschlag auch die Ausrüstung unter dem Felsen eingeschlossen ist. Daher kommt sie auch nicht an den Autoschlüssel. Tuva hat als professioneller Taucherin, die u. a. bei Reparaturen von Schiffen im Einsatz ist, Erfahrung mit schwierigen Situationen. Sie sagt ihrer unerfahreneren Halbschwester, dass sie andere Sauerstoffflaschen und einen Wagenheber aus dem Auto holen soll. Ida wirft die Autoscheibe mit einem Stein ein und kommt an die Flaschen, kann aber den Kofferraum nicht öffnen. Sie sieht ein Flugzeug und versucht, auf sich aufmerksam zu machen. Im letzten Moment bringt sie Tuva neuen Sauerstoff.
Anschließend geht sie zu einer nahegelegenen Hütte und bricht dort ein, als niemand die Tür öffnet. Als sie dort einem aggressiven Hund begegnet, tötet sie den Hund. Dieser verletzt sie jedoch vorher an ihrem Oberschenkel. Sie hinterlässt eine Nachricht und nimmt ein Werkzeug aus dem Ofen mit. Mit dem Werkzeug schafft sie es, den Kofferraum zu öffnen, der jedoch keinen Wagenheber enthält, sondern nur einen Kleber für platte Reifen. Zunächst ist sie verzweifelt, auch weil sie als kleines Mädchen Tuva fast schon mal beim Tauchen verloren hätte. Doch dann sieht sie den Pfahl von einem Schild. Sie nutzt den Kleber und Verbandszeug, um ihre Wunde am Bein zu versorgen, bevor sie erneut abtaucht.
Beim Versuch, den Felsen am Grund anzuheben, bricht der Pfahl ab. Tuva hat noch die Idee, einen Sack mit Luft zu füllen, um den Felsen hochzudrücken, doch der Sack hat ein Loch. Außerdem wird der Sauerstoff erneut knapp, weil das Ventil einer Flasche defekt ist. Tuva stellt sich schon darauf ein, dass sie sich nicht befreien kann und ersticken wird. Ida macht einen schnellen Notaufstieg. Dann fällt ihr Blick auf die Dose mit dem Kleber. Sie erkennt, dass sie damit auch den Luftsack reparieren kann. Damit gelingt es ihr, Tuva zu befreien.
Wegen der fehlenden Dekompression wäre Ida aber in Lebensgefahr, wenn sie sofort auftauchen würde. Deshalb tauchen die beiden Frauen erstmal in die kleine Höhle mit einem Luftvorrat. Die Luft reicht aber nicht, weshalb sie die defekte Sauerstoffflasche vom Grund holen und das Ventil abschlagen. Trotzdem erleidet Ida einen Schwächeanfall. Tuva bringt ihre Schwester ans Ufer, wo sie nach bangen Minuten die Augen öffnet. In dem Moment kommt auch ein Hubschrauber mit Suchscheinwerfer zu ihnen.

## Produktion
Der Film wurde auf Lofoten und in einem belgischen Filmstudio gedreht. Eine Szene mit einem Schiff entstand in Narvik.

## Rezeption
Für den Filmdienst ist es ein „minimalistischer und effektiver Thriller mit spektakulären Landschaftsaufnahmen, der sich zwar klassischer Genremuster bedient, dabei aber stärker auf die emotionale Zerrissenheit seiner Protagonistin konzentriert. Die Unterwasserwelt dient dabei als psychische Metapher für ein Kindheitstrauma, mit dem sich die Heldin konfrontieren muss.“
Oliver Armknecht kommt bei film-rezensionen.de zu einer ähnlichen Einschätzung und sagt: „Die wachsende Verzweiflung von Iva, die hier ihr Trauma noch einmal durchleben muss und unermüdlich dagegen ankämpft, überträgt sich bald auf das Publikum. Gerade weil es hier nur die zwei Protagonistinnen gibt, die komplette Geschichte auf die beiden heruntergebrochen wurde – andere Figuren tauchen nur am Rand auf –, ist die Beziehung der zwei spürbar und man fiebert mit“.
Für Sidney Schering ist es in ihrer Rezension bei Wessels Filmkritik „ein kleiner, feiner Thriller über zwei Schwestern, die Tücken der Natur und einer gewaltigen Portion Pech. Packend gefilmt und gut gespielt holt „Breaking Surface“ löblich viel aus seiner schlichten, schnörkellosen Grundidee heraus.“